# Mussaenda roxburghii
Mussaenda roxburghii är en måreväxtart som beskrevs av Joseph Dalton Hooker. Mussaenda roxburghii ingår i släktet Mussaenda och familjen måreväxter. Inga underarter finns listade i Catalogue of Life.